# Дышаленкова, Римма Андрияновна
Ри́мма Андрия́новна Дышале́нкова (в девичестве Черепа́нова; 11 января 1942, Дуван, Дуванский район, Башкирская АССР, РСФСР — 9 июля 2016, Магнитогорск, Челябинская область, Российская Федерация) — советская и российская писательница, поэтесса, журналистка, публицистка. Заслуженный работник культуры Российской Федерации, лауреат Премии имени Д. Н. Мамина-Сибиряка и Почётного знака «За заслуги перед городом Магнитогорском». Жила в городе Магнитогорске.

## Биография

### Детство и юность
Родилась в семье служащего. Родители будущей поэтессы погибли во время Великой Отечественной войны, после чего в семье осталось семь девочек. Тема сиротства часто встречается в творчестве поэтессы.
После школы отправилась в Москву «учиться на артистку», но поступить на актёрский факультет ей не удалось. В 1961 она вышла замуж, а в 1962 году, окончив горно-керамический техникум по специальности «технолог силикатов», переехала в Магнитогорск. 30 сентября того же года у неё родился сын Артур, ставший впоследствии авиаинженером .
О рабочем периоде своей жизни поэтесса говорит в стихотворении «Вступление»:
Судьбы неясное начало
сравнимо с обжигом в печах.
Я жизнь в Магнитке начинала
на сортировке кирпича.
Помимо сортировщицы кирпича на металлургическом комбинате, будущей поэтессе довелось поработать арматурщицей в тресте «Магнитогорскстройпуть», а также на цементном заводе. «Вся моя литературная практика проходила в свободное от работы время», — иронически отмечает поэтесса.
Член КПСС с 1970 года.

### Начало литературной карьеры.
Первые стихотворения увидели свет в газете «Магнитогорский рабочий» в 1965 году. С начала 1960-х годов участвовала в работе Магнитогорского городского литературного объединения, где её наставниками были поэты Н. Кондратковская, С. Мелешин, В. Машковцев. Искренняя дружба связывала Дышаленкову с поэтом Б. Ручьёвым, по чьей рекомендации она поступила на заочное отделение Литературного института им. Горького, оконченного ею в 1974 году. Спустя много лет об этой дружбе она расскажет в серии очерков, посвящённых 100-летию Бориса Ручьёва. В 1978 году в московском издательстве «Современник» вышел из печати дебютный сборник стихов поэтессы «Четыре окна», посвящённый рабочему Уралу, а в 1979 году она была принята в Союз писателей СССР.
Поэтическое творчество в те годы сочетала с работой тележурналиста. С 1973 по 1983 год она работала промышленным редактором на Магнитогорском телевидении, где, наряду с серьёзными репортажами о жизни предприятия, ею был подготовлен цикл передач об интересных людях завода «Цеху нужны чудаки». С 1984 по 1986 год Римма Дышаленкова работала редактором телевещания в Магнитогорском горно-металлургическом институте (ныне технический университет).

### Творчество 1980 — 90-х годов
В 1985 году в Южно-Уральском книжном издательстве (Челябинск) вышел второй сборник стихов Дышаленковой «Уральская кадриль», ключевым произведением которого стала одноимённая поэма в танцах, песнях, притчах, заговорах и частушках, основанная на уральском фольклоре. Композитор В. Сидоровым написал на эти стихи кантату, которая в 1986 году вошла в репертуар Магнитогорской хоровой капеллы. К теме устного народного творчества поэтесса ещё не раз вернётся в своих более поздних поэмах, таких, как «Песни старого Урала» и «Девичьи страдания», вошедших в сборник «С высоты земли», выпущенный 7 годами позднее. В 1989 году свет увидела первая детская книга Дышаленковой — «Чудесный самолёт. Разговор с очень взрослым сыном». Изданный внушительным 100-тысячным тиражом сборник лирических и шуточных стихов разлетелся по стране, найдя горячий отзыв в сердцах маленьких читателей.
В 1985—1986 годах являлась депутатом Магнитогорского городского совета, а в 1986 году переехала в Челябинск, где активно занималась просветительской работой в городе и области, а также вела передачи на Челябинском телевидении. В столице Южного Урала с 1991 по 1994 год работала заведующей литературной частью местного ТЮЗа.
В 1994 году по приглашению тогдашнего генерального директора Магнитогорского металлургического комбината А. Старикова Римма Дышаленкова вернулась в Магнитогорск. Вступив в 1996 году в Союз писателей России, в 1998 году она стала сопредседателем правления его Челябинского областного отделения.
В 1990-е годы всё больше уделяет внимание истории религий и культур, а также их взаимосвязи с современностью. Наряду с традиционными религиями её внимание привлекают учения китайских философов, пифагорейцев и древних ариев. Изучая труды классиков религии и философии прошлых столетий, Дышаленкова делится своими находками с читателями уральских журналов и газет, а также со студентами (в течение ряда лет она преподавала предмет «Мировая художественная культура» в Магнитогорской государственной консерватории). На страницах газеты «Магнитогорский металл» на протяжении ряда лет печатался цикл нравственных очерков поэтессы, описывающих непростые этические ситуации, в которые то и дело попадают жители большого индустриального города.
Являлась одним из первых уральских писателей, кто начал интересоваться Аркаимом — находящимся невдалеке от Магнитогорска историческим памятником. В середине 90-х годов она пишет серию документальных очерков «Время Александра Заплатина» о селе Измайловском, вблизи которого находится уникальный археологический комплекс. В это время воображение поэтессы увлечено идеей «биологической цивилизации», живущей в гармонии с природой так, как это делали наши предки до наступления эры технического прогресса.

### Позднее творчество
В 2001 году Магнитогорский дом печати выпустил самую объёмную книгу автора — 300-страничное «Прощальное слово о знахаре», в которую вошли духовно-публицистические стихотворения и рассказы. За эту книгу в ноябре 2004 году на конференции уральских писателей в г. Ханты-Мансийске поэтесса была удостоена литературной Премии имени Д. Н. Мамина-Сибиряка. В 2006 году в Магнитогорском доме печати вышел её сборник прозы и стихов «Ангел времени», продолжающий традиции, заложенные в «Прощальном слове о знахаре».
В 2003 году по её инициативе газета «Магнитогорский металл» провела конкурс читательских частушек «Пой, Магнитка, веселись!», в котором приняли участие свыше 100 авторов, а по итогам был издан сборник. В 2001 году поэтесса была членом редколлегии VI «Ручьёвских чтений», проводимых Магнитогорским государственным университетом. С 2007 года Римма Дышаленкова является членом редакционного совета нового магнитогорского журнала «Западно-Восточный Альянс».

В 2007 году к 65-летнему юбилею поэтессы Челябинская областная юношеская библиотека выпустила рекомендательный библиографический указатель «Территория мудрости Риммы Дышаленковой», являющийся одним из самых полных путеводителей по её творчеству. 28 июня 2012 года Римма Андрияновна стала одним из первых обладателей почётного знака «За заслуги перед городом Магнитогорском», незадолго до того учреждённого администрацией г. Магнитогорска.
В 2012 году челябинское «Издательство Марины Волковой» выпустило в свет сразу две детские книги Риммы Дышаленковой — «Я живу на Урале» и «Алиса в стране вопросов», украшенные броскими и цветистыми иллюстрациями местных художников. В следующем году книга «Алиса в стране вопросов» была удостоена 2-го места на областном издательско-полиграфическом конкурсе «Южно-Уральская книга-2013» в номинации «Лучшее издание для детей и молодёжи».
Умерла в 2016 году. Прах захоронен в селе Рыбаки (Раменское, Московская область).

## Литературная деятельность
В своём раннем творчестве Римма Дышаленкова развивала традиции, заложенные уральскими писателями П. Бажовым и Б. Ручьёвым — в её произведениях воспевается красота Урала и трудовая доблесть его мастеров. В последние годы поэтесса активно работала в жанре, представляющем собой попытку объединить религиозные традиции прошлых веков и детали современного быта, который сама называет «мистической публицистикой». Произведения публиковались в журналах «Молодая гвардия», «Урал», «Уральский следопыт», «Огонёк», в коллективных сборниках «Круг зари», «Рабочее созвездие», в антологии советской уральской поэзии, в газетах. Ряд стихов поэтессы включен в вышедшее в 2000 в Челябинске учебное пособие по курсу «Литература России. Южный Урал» для школьников 10—11 классов.
Являлась редактором многих книг, вышедших в издательствах Урала, а также автором многочисленных сценариев теле- и радиопередач. По её сценариям местными кинематографистами снят ряд научно-популярных фильмов, два из которых — «Золотые числа Пифагора» и «Цивилизация Мухаметзяна Хакимова» — завоевали высокие награды на региональных фесталях документального кино. Ряд стихов Дышаленковой положен на музыку уральскими композиторами.
Наряду с собственными книгами, успешно готовила к печати и труды своих земляков в качестве редактора и составителя. В числе наиболее крупных работ — посмертно опубликованный роман В. Машковцева «Время красного дракона» и поэтический сборник А. Павлова «Город и поэт». Во многом благодаря усилиям Дышаленковой к читателю вернулось незаслуженно забытое имя замечательного магнитогорского фантаста К. Нефедьева — автора романа «Могила Таме-Тунга», переизданного спустя четверть века при её деятельном участии. В 1990-е годы являлась организатором таких литературных и фольклорных праздников, как Бажовский фестиваль и фестиваль «Огни Аркаима».

### Циклы стихов
- Алатырь-камень
- Аркаим
- Беловодье
- Внезапная мудрость
- Встречи у Магнитной горы
- Гадание на книге перемен
- Горные хрустальцы
- Девять стихов
- За камнем
- Китайские знахари
- Мысли о материнстве и Богородице
- Пальмовая ветвь (о святых именах)
- Про колябу-молябу (стихи для детей)
- С высоты земли
- Тише вы — четверостишия (юмористические миниатюры)
- Урал
- Уральские ведьмы (триптих)
- Четыре окна

### Поэмы
- Бегу по цементу
- Девичьи страдания
- Песни старого Урала
- Уральская кадриль (поэма в танцах, песнях, притчах, заговорах и частушках)
- Читая летописи

### Циклы рассказов и очерков
- Ангел Времени
- Ангел милосердной Луны
- Ангелы первостройки
- Аркаим
- Воспоминания о Пушкине
- Девять аметистов
- Девять граней числа девять
- Наука страсти нежной
- Орионец
- Прощальное слово о знахаре
- Рассказ из ручьёвских фраз
- Урок бесписьменной цивилизации

### Повести
- Николенька-спецпереселенец

### Пьесы
- Ипатия — Св. Екатерина (драматическая поэма, 1982)
- Лисьи Чары (по рассказам Пу Сунлина)

### Книги (автор)
- 1978 — Четыре окна (стихи). — Москва, «Современник», 62 с. Тираж: 10000 экз.
- 1985 — Уральская кадриль (стихи и поэма). — Челябинск, Южно-Уральское книжное издательство, 80 с. Тираж: 5000 экз.
- 1989 — Чудесный самолёт. Разговор с очень взрослым сыном (стихи, для младшего школьного возраста). — Челябинск, Южно-Уральское книжное издательство, 48 с. Тираж: 100000 экз.
- 1992 — С высоты земли (книга стихотворений и поэм). — Челябинск, Южно-Уральское книжное издательство, 157 с. Тираж: 3000 экз. ISBN 5-7688-0342-4
- 1995 — Новое в землепользовании Челябинска.
- 1996 — Время Александра Заплатина (документальный очерк из жизни с. Измайловского, в соавторстве с П. Рыбаковой и А. Никитиным). — Магнитогорск, Магнитогорский дом печати, 69 с.
- 1996 — Книжка про Колябу-Молябу. — Челябинск, «Экодом», 64 с. Тираж: 5000 экз. ISBN 5-87229-040-3
- 2001 — Прощальное слово о знахаре (рассказы). Алатырь-камень. Беловодье. Аркаим (стихи). — Магнитогорск, Магнитогорский дом печати, 302 с. Тираж: 1000 экз. ISBN 5-7114-0183-1
- 2006 — Ангел Времени (проза, стихи). — Магнитогорск, Магнитогорский дом печати, 256 с. Тираж: 1000 экз. ISBN 5-7112-0278-1 (ошибоч.)
- 2012 — Я живу на Урале (детские стихи). — Челябинск, Издательский дом Марины Волковой, 24 с. Художник: С. Никонюк. Тираж: 2000 экз. ISBN 978-5-903322-59-6
- 2012 — С Алисой в страну вопросов (детские стихи). — Челябинск, Издательский дом Марины Волковой, 24 с. Художник: С. Андрусенко. Тираж: 2000 экз. ISBN 978-5-903322-58-9

### Книги (редактор, составитель, рецензент)
- 1996 — Магнитка. Между прошлым и будущим. — Москва. Редактор-составитель Р. Дышаленкова.
- 1996 — Павлов А. Город и поэт (стихи). — Челябинск, Южно-Уральское книжное издательство, 560 с. Составитель: Р. Дышаленкова. Тираж: 10000 экз. ISBN 5-7688-0682-2
- 1997 — Машковцев В. Время красного дракона (роман). — Магнитогорск, Магнитогорский Дом печати, 448 с. Редактор: Р. Дышаленкова. Тираж: 5000 экз. ISBN 5-7114-0125-4
- 1997 — Аристов В. Послушник. — Магнитогорск, «МАГИ», 180 с. Составитель: Р. Дышаленкова. Тираж: 1000 экз. ISBN 5-88400-010-2 (ошибоч.)
- 2002 — Магнитка — крепость России (к 70-летию ММК). Тираж: 5000 экз.
- 2007 — Коновальчик Д. Песни от фонаря (стихи). — Магнитогорск, «Алкион», 92 с. Рецензент: Р. Дышаленкова. Тираж: 200 экз. ISBN 978-5-88311-046-6
- 2012 — Калугин В. Рубашка жизни (стихи). — Магнитогорск, «Алкион», 128 с. Редактор и рецензент: Р. Дышаленкова. Тираж: 500 экз. ISBN 978-5-7114-0410-1

### Публикации (стихи)
- Стихи. — Ровесники. — Челябинск, Южно-Уральское книжное издательство, 1973.
- Стихи. — Круг зари. — Челябинск, Южно-Уральское книжное издательство, 1977, с. 77—83.
- Стихи. — Рабочая поступь России. — Москва, 1978.
- Стихи. — «Огонёк» (Москва), 1979, № 25.
- Стихи. — «Уральский следопыт» (Свердловск), 1981, № 2.
- Стихи. — Каменный пояс (литературно-художественный и общественно-политический сборник). — (Челябинск), 1982.
- Стихи. — Русская советская поэзия Урала (антология). — (Свердловск), 1983, стр. 375—378.
- Пришельцы (стихотворение). — «За кадры», 24 мая 1984.
- Стихи. — «Урал» (Свердловск), 1987, № 3.
- Стихи. — Горное сердце края: исторические, культурные, природные достопримечательности Саткинского района. — Челябинск, 1994, стр. 98—100.
- Стихи. — «Магнитогорский рабочий», 8 октября 1994.
- Стихи. — «Челябинский рабочий», 22 февраля 1995.
- Стихи. — Городской романс: книга о Челябинске и челябинцах, написанная самими челябинцами. — Челябинск, 1996, стр. 230—233.
- Стихи. — «Магнитогорский рабочий», 13 апреля 1996.
- 1997 — год горного хрусталя (стихи). — «Челябинский рабочий», 17 сентября 1997. — Веб-ссылка
- Поэзия. — «Уральская новь» (Екатеринбург), 1998, № 3.
- Стихи. — Душевные искры. — Москва, Металлургиздат, 2000.
- Детские стихи. — «Магнитогорский рабочий», 1 сентября 2001, с. 3.
- Стихи. — «Партнер» (Магнитогорск), 2001, № 10, с. 26—27, 62.
- Сталевары (стихотворение). — VI Ручьёвские чтения (сборник материалов межвузовской научной конференции). — Магнитогорск, 2001, т. I, с. 30.
- Воробьиные ночи (стихотворение). — «Магнитогорский металл», 22 июня 2002, стр. 1.
- Стихи. — Южный Урал (Челябинск), 2002, № 2, стр. 186—189.
- Уральские ведьмы (отрывок из триптиха). — Литература России. Южный Урал (хрестоматия 10—11 кл.). — Челябинск, 2003, стр. 15-16.
- Детские стихи. — «Вестник Российской литературы» (Москва), 2004, № 1, стр. 86—88.
- Вечный сюжет (стихотворение). — Современный литературно-библиографический справочник. — Челябинск, Издательский дом «Светунец», 2005, стр. 22—23.
- Аркаим (стихи). — «Вестник Российской литературы» (Москва), 2006, № 6—7, с. 85—86.
- Весенние картинки (эпиграммы на знаменитых женщин Магнитогорска). — «Западно-Восточный Альянс» (Магнитогорск), 2007, № 3, стр. 50—51.
- Милый город (стихотворение). — «Вестник Российской литературы» (Москва), 2009, № 13—14, стр. 119—120.
- Тихо и верно. Звериный запах мысли. — «Западно-Восточный Альянс» (Магнитогорск), 2012. — Веб-ссылка

### Публикации (проза)
- Полтергейст из Сатки (рассказ). — «Своё дело» (Челябинск). — 1994, № 5, с. 13.
- Сказка про святую деву (легенда). — «Челябинский рабочий». — 1 июля 1995, с. 3.
- Армагеддон, чаша Грааля, чаша Иосифа (рассказ). — Городской романс: книга о Челябинске и челябинцах, написанная самими челябинцами. — Челябинск, 1996, c. 270—274.
- До встречи во сне (философское эссе). — «Челябинский рабочий», 7 февраля 1996, с. 4.
- Девять граней числа девять (философские истории). — «Челябинский рабочий», 15 января 1997, с. 4.
- Неразменный рубль. — «Челябинский рабочий», 10 декабря 1997. — Веб-ссылка
- Декамерон (рассказ). — «Челябинский рабочий», 1 апреля 1998. — Веб-ссылка
- «И погиб от руки Медведева и Зайцева…» (рассказ). — «Челябинский рабочий», 1 апреля 1998. — Веб-ссылка
- Шерстяная коровья нога (рассказ). — «Челябинский рабочий», 24 апреля 1998. — Веб-ссылка
- Огненный дух (рассказ). — «Магнитка» (Магнитогорск), 1998, № 1, с. 29—30.
- Маленькие рассказы. — «Уральская новь», 1999, № 3, с. 154—158.
- Пушкинский перстень на Урале. — «Автограф» (Челябинск), 1999, № 2, с. 18—19.
- Пушкин и Пугачёв. — «Автограф» (Челябинск), 1999, № 2, с. 35—36.
- «До свидания в степях или над Уралом» (украсть ведь могли поэта разбойники). — «Челябинский рабочий», 31 марта 1999. — Веб-ссылка
- Пушкин и Пугачев. Пушкинская собеседница. — Литература России. Южный Урал (хрестоматия 5—9 кл.). — Челябинск, 2002, с. 395—404.
- Соловьиная шерсть (рассказ). — Южный Урал (Челябинск), 2002, № 2, с. 184—186.
- Я вижу Бога. — Литература России. Южный Урал (хрестоматия 10—11 кл.). — Челябинск, 2003, с. 238—245.
- Господь с тобой, избушечка. — «Челябинск», 2003, № 8, с. 64—65.
- Двенадцать снов Богородицы. — «Вестник Российской литературы» (Москва), 2004, № 1, с. 9—12.
- Дедушка Ужо (рассказ).— «Имидж» (Магнитогорск), 2005, № 3, с. 37.
- Руки. Имена. — «Денница» (Магнитогорск), 15 декабря 2006, с. 5.
- Призрак Дзержинского. — «Магнитогорский металл», 20 января 2007, с. 12. — Веб-ссылка
- Девять граней числа девять. — «Западно-Восточный Альянс» (Магнитогорск), 2007, № 2, с. 46—47.
- Невеста. — «Западно-Восточный Альянс» (Магнитогорск), 2007, № 3, с. 55.
- Медленно ли растут дети? (несказанное утешение). — «Западно-Восточный Альянс» (Магнитогорск), 2007, № 5, с. 42—43.
- «На кого ты топишь ногом, кусок Петлюры?» (рассказ). — «Магнитогорский металл», 2 июня 2007.
- Шкаф-контрреволюционер (рассказ). — «Магнитогорский металл», 4 августа 2007, с. 12.
- Орионец не обманщик (рассказ). — «Магнитогорский металл», 13 октября 2007, с. 12. — Веб-ссылка
- Боги горы Берёзовой (рассказ). — «Магнитогорский металл», 24 ноября 2007, с. 12. — Веб-ссылка
- Орионец не обманщик (рассказ). — «Магнитогорский металл», 27 ноября 2007, с. 7. — Веб-ссылка
- Черепаха горы Берёзовой (рассказ). — «Магнитогорский металл», 9 февраля 2008, с. 12. — Веб-ссылка
- Теория вихрей (рассказ). — «Магнитогорский металл», 29 февраля 2008, с. 12. — Веб-ссылка
- Самокаты, ножи и Эрос (рассказ). — «Магнитогорский металл», 15 марта 2008, с. 12. — Веб-ссылка
- Орионец и Луна (рассказ). — «Магнитогорский металл», 19 апреля 2008, с. 12. — Веб-ссылка
- Мальчишеское озеро Кваква (рассказ). — «Магнитогорский металл», 11 июня 2008, с. 12.
- Чем туча отличается от радуги? (рассказ). — «Магнитогорский металл», 19 июля 2008, с. 12. — Веб-ссылка
- Почему нефть подорожала (рассказ). — «Магнитогорский металл», 31 июля 2008, с. 7. — Веб-ссылка
- Большая беда — недоверие разуму (рассказ). — «Магнитогорский металл», 5 августа 2008. — Веб-ссылка
- На горе по-другому (рассказ). — «Магнитогорский металл», 19 августа 2008. — Веб-ссылка
- Совсем как Николай Крючков (рассказ). — «Магнитогорский металл», 8 ноября 2008, с. 12. — Веб-ссылка
- Лучше не замахиваться на пургу (рассказ). — «Магнитогорский металл», 14 августа 2010, с. 12. — Веб-ссылка
- Данила-мастер. Ушко Бога — «Западно-Восточный Альянс» (Магнитогорск), 2012. — Веб-ссылка
- Святые лошади (рассказ). — «Магнитогорский рабочий», 11 января 2014, с. 7. — Веб-ссылка

### Публикации (статьи, рецензии)
- Строитель. Фронтовик. Писатель (об А. Н. Лозневом). — «Магнитогорский рабочий», 16 февраля 1985.
- Об авторе и его книгах (послесловие к роману). — К. Нефедьев. Могила Таме-Тунга (роман). — Челябинск, Южно-Уральское книжное издательство, 1990.
- С любовью и вниманием (рецензия на роман В. Машковцева «Золотой цветок — одолень»). — «Челябинский рабочий», 21 февраля 1991.
- «А девушки, мои любимые, родили двести сыновей…» (магнитогорскому поэту и прозаику В. Машковцеву — 65 лет). — «Магнитогорский рабочий», 24 сентября 1994, с. 6.
- «Зачем арапа своего младая любит Дездемона?..», или Теория малых дел. — «Магнитогорский металл», 22 июля 1995, с. 5. — Веб-ссылка
- Об авторе. — Аристов В. Послушник. — Магнитогорск, «МАГИ», 1997, с. 3—4.
- Театр всегда прав: «Полонез Огинского» Н. Коляды в магнитогорском театре куклы и актёра «Буратино». — «Челябинский рабочий», 27 марта 1997, с. 3.
- Комедия с суицидом, или Зооморфный карнавал в театре «Буратино». — «Челябинский рабочий», 17 сентября 1997, с. 5.
- Светильник всемирный… (о Николае Чудотворце). — «Челябинский рабочий»: 1908—1998 (сборник материалов). — Екатеринбург, 1998, с. 389—394.
- Говорящее сердце Константина Рубинского. — «Челябинский рабочий», 15 апреля 1998. — Веб-ссылка
- «Благослови на радости и муки…» (о Б. Ручьёве). — «Магнитогорский металл», 6 июня 1998, с. 14.
- Девять ступеней Александра Никитина. — «Челябинский рабочий», 5 июня 1999. — Веб-ссылка Архивная копия от 27 сентября 2007 на Wayback Machine
- Стальное сердце Родины. — «Родина», 1999, № 7, с. 25.
- Русский бестселлер (о книге «Чёрное дело» А. Атеева). — «Челябинск», 2000, № 1, с. 44—45.
- Архитектурные прелюдии семьи Пономаревых. — «Челябинск», 2000, № 2, с. 40—41.
- Театр Игоря Ларина (о театре «Буратино»). — «Магнитогорский рабочий», 27 января 2000, с. 3.
- «Заканчивается XX век…» (предисловие). — Минуллина В. Мой друг Владимир Долженков. — Магнитогорск, 2001, с. 3.
- Возвращение «Могилы Таме-Тунга». — «Магнитогорский рабочий», 7 апреля 2001 (в соавторстве с В. Афониным и Н. Курочкиным). — Веб-ссылка
- Принцип «Домино» (о романе А. Атеева «Псы Вавилона»). — «Магнитогорский рабочий», 28 апреля 2001.
- Полярная звезда Авраамия Завенягина (очерк). — «Магнитогорский металл», 14 июля 2001, с. 4.
- Гильдия огнеупорщиков (очерк). — «Магнитогорский металл», 14 июля 2001, с. 4.
- Дело всей жизни (интервью с А. Стариковым). — «Магнитогорский металл», 22 сентября 2001, с. 4.
- Благослови на радости и муки (о Борисе Ручьёве и Константине Нефедьеве). — «Уральская новь» (Екатеринбург), 2002, № 12, с. 126—133.
- Рождение будущего (предисловие). — Уваровский С. Орден на знамени. — Магнитогорск, «МиниТип», 2003, с. 3.
- «Видеть я б хотел отца» (светлое царство князя Гвидона в Челябинском ТЮЗе). — «Челябинский рабочий», 23 октября 2003. — Веб-ссылка
- «Литературный барак» Магнитки (очерк). — «Южный Урал» (Челябинск), 2004, № 3, с. 275—279.
- «Литературный барак» Магнитки (очерк). — Литературный процесс в зеркале рубежного сознания (сборник материалов международной научной конференции «VII Ручьёвские чтения»). — Москва—Магнитогорск, 2004, с. 58—63.
- «Литературный барак» Магнитки (очерк). — Современный литературно-библиографический справочник. — Челябинск, Издательский дом «Светунец», 2005, с. 221—227.
- «Литературный барак» Магнитки (очерк).— «Имидж» (Магнитогорск), 2005, № 1, с. 42—44.
- Ангелы и вещи. — «Магнитогорский металл», 23 декабря 2005. — Веб-ссылка
- Доверить себя обществу («Кукольный дом» Г. Ибсена в Челябинском ТЮЗе). — Официальный сайт Челябинского ТЮЗа, 8 мая 2006. — Веб-ссылка
- Лицеист XXI века (послесловие). — Коновальчик Д. Песни от фонаря. — Магнитогорск, «Алкион», 2007, с. 87—89.
- Соцгород Магнитогорск (очерк). — «Автограф» (Челябинск), 2007, № 1—2, с. 14—17.
- Красота радостная, радость таинственная (очерки). — «Западно-Восточный Альянс» (Магнитогорск), 2007, № 6, с. 10—15.
- Ожог поэзией (о поэтическом цикле «Красное солнышко» Б. Ручьёва). — VIII Ручьёвские чтения. Изменяющаяся Россия в литературном дискурсе: исторический, теоретический и методологический аспекты (сборник трудов международной научной конференции). — Магнитогорск, 2007, с. 253—255.
- За великое дело любви (о поэтическом цикле «Красное солнышко» Б. Ручьёва). — «Магнитогорский металл», 20 октября 2007, с. 12.
- Знаток уральского края (о Д. Мамине-Сибиряке). — «Западно-Восточный Альянс» (Магнитогорск), 2007, № 11, с. 56—57.
- Влюблённый поэт, или «Когда отпускает тяжесть» (предисловие). — Калугин В. «Рубашка жизни». — Магнитогорск, «Алкион», 2012. — с. 7.
- Вселенная слова для Бориса Ручьёва. — «Магнитогорский рабочий», 24 апреля 2012. — Веб-ссылка
- Рассказ из ручьёвских фраз (о Б. Ручьёве). — «Магнитогорский рабочий», июль 2012. — Веб-ссылка
- Сохранивший равновесие (о Б. Ручьёве). — «Магнитогорский рабочий», 24 октября 2012. — Веб-ссылка
- Из бесед с поэтом (о Б. Ручьёве). — «Магнитогорский металл», 19 января 2013. — Веб-ссылка
- Рассказ из ручьёвских фраз (о Б. Ручьёве). — «Магнитогорский рабочий», 9 августа 2013. — Веб-ссылка
- Рассказ из ручьёвских фраз (о Б. Ручьёве). — «Магнитогорский металл», 31 августа 2013. — Веб-ссылка
- «Фауст», Ручьёв и «индустриальная история» (о Б. Ручьёве). — «Магнитогорский рабочий», 26 октября 2013. — Веб-ссылка

### Сценарии к телефильмам
- Дом
- Золотые числа Пифагора
- Камни счастья
- Так говорил Заратустра
- Цивилизация Мухаметзяна Хакимова — студия документальных фильмов «Альфаир» (Магнитогорск), режиссёр В. Трофимов

### Литературная основа музыкальных произведений
- кантата «На Урале заводском» в 10 частях (композитор В. Сидоров) — на поэму «Уральская кадриль»
- сюита «Счастье моё» для вокального ансамбля и оркестра народных инструментов в 4 частях (композитор В. Сидоров)
- песни «Бедный мальчик», «Могильщик» из альбома «Бессонница» (автор-исполнитель А. Газалиев)

## Звания
- Заслуженный работник культуры Российской Федерации (май 2005)
- Сопредседатель правления Челябинского областного отделения Союза писателей России (1998)
- Член-корреспондент Академии литературы (2002)

## Награды
- Почётный знак «За заслуги перед городом Магнитогорском» (2012)
- Всероссийская литературная премия имени Д. Н. Мамина-Сибиряка (2004) — «за книгу „Прощальное слово о знахаре“, ярко воплотившую в себе лучшие традиции уральской литературной школы, гражданственность и чувство ответственности за родную землю»
- Государственная премия Челябинской области в сфере культуры и искусства (2005)
- Литературная премия имени Бориса Ручьёва (1998)
- Цветаевская премия Фонда культуры Челябинской области (1994)
- Диплом Фестиваля документальных фильмов (г. Тюмень) — за сценарий фильма «Золотые числа Пифагора»
- Специальный диплом «За достижение интеллектуальных высот» Девятого Евразийского телефорума (2006) — за сценарий фильма «Цивилизация Мухаметзяна Хакимова»

## Мемориал
- В апреле 2021 года имя Риммы Андрияновны Дышаленковой присвоено магнитогорской Библиотеке семейного чтения (филиал № 5 МБУК «Объединение городских библиотек) на ул. Ворошилова, 37. Там же находится музейная экспозиция, составленная из личных вещей писательницы, предоставленных её родственниками.
- В апреле 2021 года Советом депутатов Саткинского городского поселения Челябинской области было принято решение присвоить Саткинской Центральной детской библиотеке имя Риммы Дышаленковой.

## Оценки современников
- Московский поэт, руководитель семинара Литинститута В. Сидоров (1978):

На всём творчестве Риммы Дышаленковой лежит явственный отпечаток её личного жизненного опыта. Но этот опыт не локален, не единичен. Поэтому осознание его вырастает в большое обобщение. Это продолжение разговора о судьбе общей и личной, о неразрывной связи всего живого на земле…

- Московский писатель, поэт Н. Воронов (2001):

Ни один поэт на моей памяти с такой любовью и талантом и такими чудно-местными подробностями не писал Урал городов, самоцветов, преданий, обычаев…

- Челябинский литературовед, журналист Я. Гайваронцев (2002):

Римма Дышаленкова обладает редким в нынешней литературе даром рассказывать. Её хорошо читать, укрывшись мягким пледом, слушая вой метели за окном. Истории эти уютны, от них веет домашними запахами и детскими воспоминаниями. Они сплетены из „неписаных законов“, сказок, заповедей старых людей, народных рецептов, послевкусия прочитанных книг и рассказаны чистым русским языком. Мнимая бесхитростность этих жизненных историй как-то неожиданно оборачивается притчами о доме, о родном крае, о предназначении человека.

- Кандидат филологических наук, доцент кафедры русской литературы XX века Магнитогорского государственного университета Т. Таянова (2007):

Тридесятое царство её книги — то ли райское, то ли сказочное, то ли детское, не от мира сего. В нём преходящее соседствует с вечным, житийное с житейским, свет рождается из тьмы, а мистика из самоиронии. Автор точно знает, что всё вокруг — тайны, что всё окружающее — шифр. Она расшифровывает тайное не столько литературой, сколько душой, и для того лишь, чтобы погрузиться в другую, ещё более глубокую тайну, заслужить ещё более удивительное прозрение.

## Интересные факты
- По странному совпадению при поступлении в Литинститут почти на всех экзаменах по современной русской литературе абитуриентке Дышаленковой попадались билеты по творчеству её земляка и наставника, Б. Ручьева. Изумлённым экзаменаторам оставалось лишь разводить руками, повторяя: „Ну да, за вами же Ручьёв стоит“[7].
- Одно из самых дорогих признаний своего творчества Дышаленкова неожиданно обнаружила в 1981, прибыв на празднование 225-летнего юбилея Сатки. У въезда в город всех гостей встречал красочный щит с фрагментом её стихотворения „Четыре окна“:

Меж гор безымянных, в туманном распадке
гнездится касаткою город мой Сатка.
О Сатке тоскую, о Сатке пою,
там сосны застыли в былинном строю.
- Самым громким „бестселлером“ Риммы Дышаленковой является вышедшая в Южно-Уральском книжном издательстве 100-тысячным тиражом книга детских стихов „Чудесный самолёт. Разговор с очень взрослым сыном“. В 1989 году по тиражу в Челябинской области её обошёл лишь выпущенный для школьных библиотек сборник сочинений А. С. Пушкина.
- Римма Дышаленкова не только писала сценарии к телевизионным фильмам, но и сыграла в одном из них: в фильме „Золотые числа Пифагора“, увенчанном дипломом Тюменского фестиваля документальных фильмов, она выполняет ключевую роль рассказчицы.
- Как-то в конце 70-х годов магнитогорская поэтесса Нина Кондратковская выступала со своими произведениями перед четвероклассниками. После прочтения стихотворения „Расстрелянный Пушкин“ благодарные слушатели на полном серьёзе обратились к ней с вопросом: „Скажите пожалуйста, а вы с Пушкиным встречались?“ Узнав об этой анекдотической истории, Римма Дышаленкова открыла ею свой цикл исторических заметок о „солнце русской поэзии“, остроумно озаглавив его „Воспоминания о Пушкине“[8].
- В 2007 в чемпионате Украины по спортивному „Что? Где? Когда?“ игрался следующий вопрос знатока Эдуарда Голуба из Киева:

Поэт Римма Дышаленкова назвала ЕЁ „скупым и привередливым источником гармонии“ и подметила, что ОНА лишь буквой отличается от некоего имени. Назовите ЕЁ.
Ответ: рифма (имя — Римма).

### Произведения Р. Дышаленковой
- Произведения Риммы Дышаленковой в издательской системе «Литсовет»
- Произведения Риммы Дышаленковой в журнале «Самиздат»
- Дышаленкова, Римма Андрияновна в «Журнальном зале»
- Информация о книгах Риммы Дышаленковой на сайте «Библус» (1)
- Информация о книгах Риммы Дышаленковой на сайте «Библус» (2)

### Информация о Римме Дышаленковой
- Дышаленкова, Римма Андрияновна // Челябинск: Энциклопедия [электронная версия] (Челябинск: Энциклопедия / сост.: В. С. Боже, В. А. Черноземцев. — Изд. испр. и доп. — Челябинск: Каменный пояс, 2001. — 1112 с.: ил. — ISBN 5-88771-026-8).
- Информация о Римме Дышаленковой в Челябинском областном архиве
- Римма Дышаленкова на сайте Челябинского отделения СП России
- Фотовыставка «Юбилей поэтессы Риммы Андрияновны Дышаленковой» на сайте Челябинского областного архива
- Римма Дышаленкова на сайте «Биография.ру»